# HCard
hCard es un microformato destinado a marcar los datos de cualquier persona o entidad añadiendo un contenido semántico a los mismos y permitiendo de esta forma que tanto máquinas como personas puedan procesarlos y entenderlos.
Está basado en el estándar vCard y mantiene las mismas propiedades utilizando código XHTML.

## Ejemplos
El siguiente ejemplo es lo que tendríamos en código XHTML sin marcado semántico con hCard, como podemos ver una persona lo entendería perfectamente pero no una máquina, que simplemente podría procesarlo:
```
<
p
>

        
<
strong
>
Guillermo García
</
strong
><
br
 
/>

        Calle falsa, 1
<
br
 
/>

        una ciudad, un país
<
br
 
/>

        989-99-99-99

</
p
>

```

Resultado
Guillermo García
Calle falsa, 1
una ciudad, un país
989-99-99-99

### Aplicando microformatos
El siguiente ejemplo aplicaría el microformato, como se observa para el humano el resultado es idéntico pero una máquina ahora si podría comprender la información que está procesando.
```
<div
 
class=
"vcard"
>

        
<strong
 
class=
"fn n"
>

                
<span
 
class=
"given-name"
>
Guillermo
</span>
 
<span
 
class=
"additional-name"
>
García
</span>

        
</strong><br
 
/>

        
<p
 
class=
"adr"
>

                
<span
 
class=
"street-address"
>
Calle
 
falsa
 
1
</span><br
 
/>

                
<span
 
class=
"locality"
>
una
 
ciudad
</span>
,
 
<span
 
class=
"country-name"
>
un
 
país
</span>

        
</p>

        
<p
 
class=
"tel"
>
989-99-99-99
</p>

</div>

```

Resultado
Calle falsa 1
una ciudad, un país
989-99-99-99

### Aplicando microformatos y elementos semánticamente
Por último, esta sería una versión más semántica aún ya que utiliza elementos con sentido, con significado, como lo sería una lista de propiedades del contacto:
```
<ul
 
class=
"vcard"
>

        
<li
 
class=
"fn n"
>

                
<strong
 
class=
"given-name"
>
Guillermo
</strong>

                
<strong
 
class=
"additional-name"
>
García
</strong>

        
</li>

        
<li
 
class=
"adr"
>

                
<span
 
class=
"street-address"
>
Calle
 
falsa
 
1
</span><br
 
/>

                
<span
 
class=
"locality"
>
una
 
ciudad
</span>
,
 

                
<abbr
 
class=
"region"
 
title=
"Una región"
>
UR
</abbr>
,
 

                
<span
 
class=
"postal-code"
>
94301
</span>
,
 

                
<abbr
 
class=
"country-name"
 
title=
"Un país"
>
UP
</abbr>

        
</li>

        
<li
 
class=
"tel"
><strong
 
class=
"type"
 
title=
"Teléfono del trabajo"
>
Work
</strong>
:
 
<span
 
class=
"value"
>
989-99-99-99
</span></li>

</ul>

```

Resultado
- Guillermo García
- Calle falsa 1
una ciudad, UR, 94301, UP
- Work: 989-99-99-99

### Más semántico aún
O incluso con más sentido aún usando una lista de definiciones, en este caso definiciones de los atributos del contacto, aunque en el caso de una dirección el elemento más semántico sería <address>
Vamos a usar a Wikimedia Foundation Inc. como ejemplo:
```
<dl
 
class=
"vcard"
>

        
<dt
 
class=
"fn n org"
><strong>
Wikimedia
 
Foundation
 
Inc.
</strong></dt>

        
<dd><address
 
class=
"adr"
>

                
<span
 
class=
"street-address"
>
149
 
New
 
Montgomery
 
Street
</span>
,
 
(3.ª
 
planta)
<br
 
/>

                
<span
 
class=
"locality"
>
San
 
Francisco
</span>
,
 

                
<abbr
 
class=
"region"
 
title=
"California"
>
CA
</abbr>
,
 

                
<span
 
class=
"postal-code"
>
94301
</span>
,
 

                
<abbr
 
class=
"country-name"
 
title=
"Estados Unidos"
>
E.E.U.U.
</abbr></address>

                
<dl>

                        
<dt
 
class=
"tel type"
 
title=
"Teléfono del trabajo"
>
Work
</dt>
 
<dd
 
class=
"tel value"
>
+1-415-839-6885
</dd>

                        
<dt
 
class=
"email type"
 
title=
"Correo electrónico del trabajo"
>
Work
</dt>
 
<dd
 
class=
"email"
>
info@wikimedia.org
</dd>

                        
<!-- Si añadimos Geodatos extra quedaría así: -->

                        
<dt>
Ubicación:
</dt>

                        
<dd
 
class=
"geo"
>

                                
<ul
 
class=
"geo"
>

                                
<li
 
class=
"latitude"
 
title=
"37.786928"
><abbr
 
title=
"Norte"
>
N
</abbr>
 
37°
 
47.216
</abbr></li>

                                
<li
 
class=
"longitude"
 
title=
"-122.399647"
><abbr
 
title=
"Oeste"
>
W
</abbr>
 
122°
 
23.979
</li>

                                
</ul>

                        
</dd>

                
</dl>

        
</dd>

</dl>

```

Resultado
Wikimedia Foundation Inc.

149 New Montgomery Street, (3.ª planta)

San Francisco, CA, 94301, EE. UU.

Work +1-415-839-6885
Work info@wikimedia.org
Ubicación:
- N 37° 47.216
- W 122° 23.979

## Conclusión
Si usas un navegador web como Google Chrome (o Chromium) o Firefox junto a algún plugin para microformatos, podrás comprobar, dependiendo del plugin, que están disponibles las tarjetas de contacto automáticamente con solo acceder a esta página.
Por lo tanto, los microformatos han permitido que una máquina (el ordenador con el software del navegador) pueda entender dichos datos y procesarlos para un uso determinado; en este caso la obtención de una tarjeta de contacto.